# 於都里伎

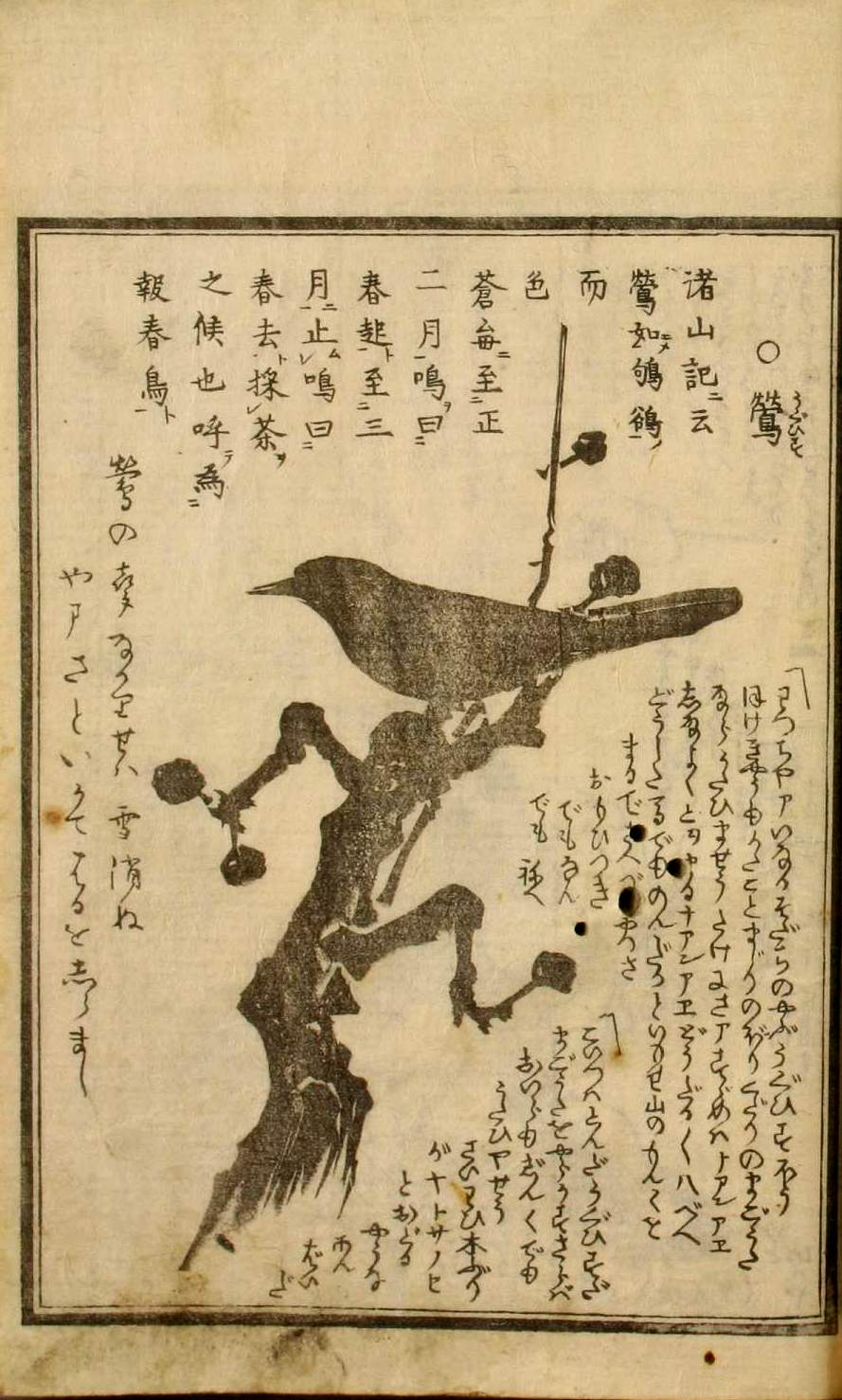
鶯の影絵

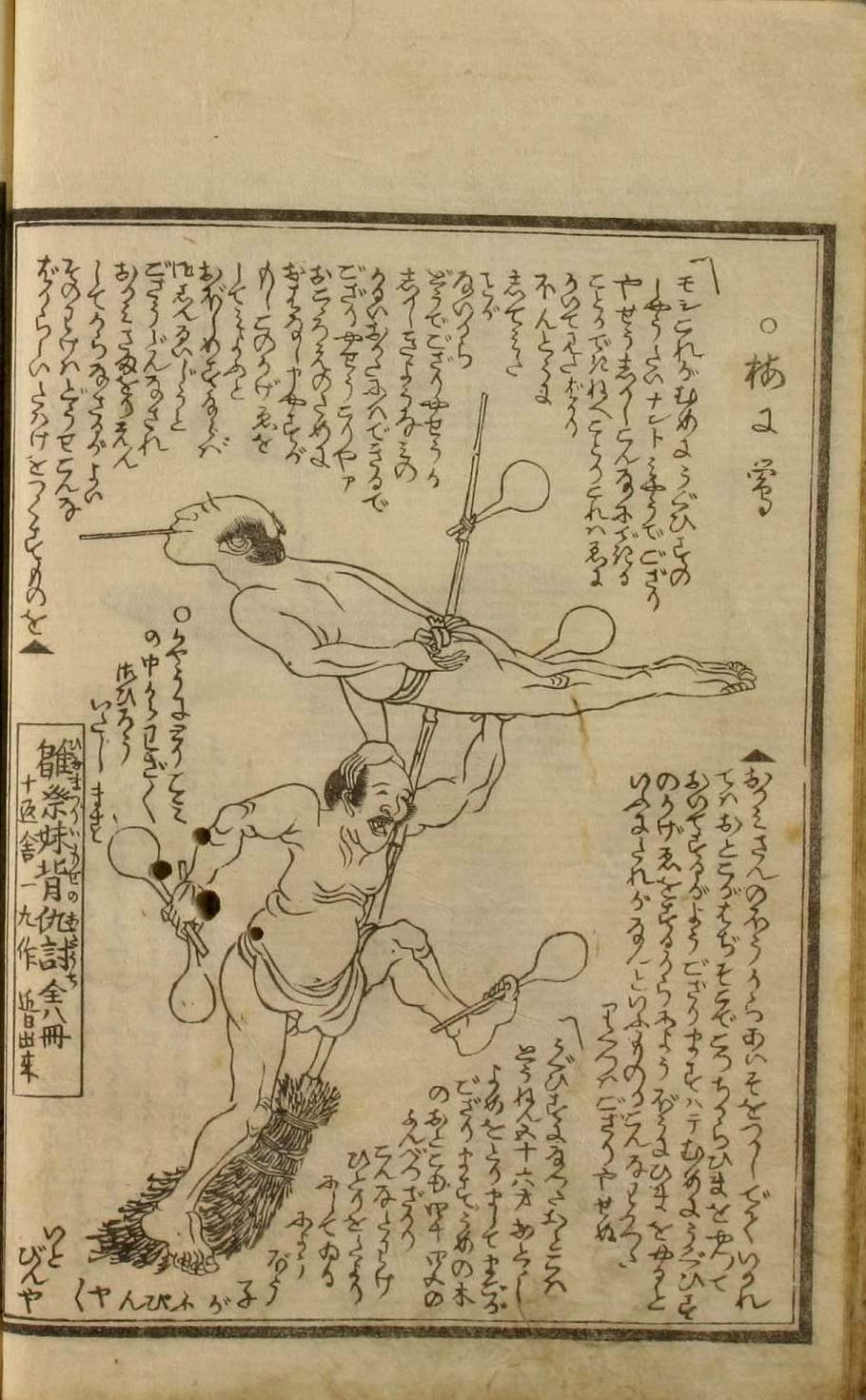
鶯の影絵のやり方

於都里伎/於都里綺（おつりき）は、十返舎一九作、喜多川月麿画による影絵の指南をする江戸時代の冗談本、戯作。文化7年(1810年)刊。副題に「和蘭影絵」「紅毛影絵」（おらんだかげえ）が付くが、オランダのものではない。

## 概要
長崎オランダ人の酒席の戯れ事という設定で、19の影絵とそのやり方を面白おかしく紹介したもの。「於都里伎」は「おつである（面白い、変）」の意。安永・天明年間（18世紀後半）に蘭学など西洋事物が流行したことから、その後の天明・文化時代に黄表紙でオランダ語・オランダ文字を入れたものが流行り、本書もその類。一種のパロディ本である。
前のページに影絵を紹介し、次を開くとそのやり方がわかるという構成で、クイズのように楽しめるようになっているうえ、そのどれもが実現困難で笑いを誘う。添えられている解説文も、「妻に呆れられるので離縁してからやったほうがいい」や「こんなたわけを頼りにしている妻子が不憫」など冗談めかした文章になっている。
序章として、よく知られる普通の影絵（手影）を見開きで紹介したのち、本編として、簪、火鉢、提灯、石燈籠、蛇、蛙、カキツバタ、酒樽、竹馬、鶯、自在釜、鳥居、長脚、茶臼、時計、松、龍、切子燈籠、橋、蜻蛉をページの裏表を使って紹介。